# Martín Acosta y Lara
Martín Raúl Acosta y Lara Díaz, Montevidéu, 12 de março de 1925 - Mendoza, 5 de janeiro de 2005) foi um basquetebolista uruguaio que integrou a Seleção Uruguaia nos XIV Jogos Olímpicos de Verão em 1948 realizados em Londres no Reino Unido, quando conquistaram a quinta colocação e no XV Jogos Olímpicos de Verão em 1952 realizados em Helsínquia na Finlândia. quando conquistaram a Medalha de Bronze.